# Slag bij Ramot in Gilead (841 v.Chr.)
De Slag bij Ramot in Gilead was volgens 2 Koningen 8:28-29 en 2 Kronieken 22:5-6 in de Hebreeuwse Bijbel een slag tussen koning Joram van Israël en Ahazia van Juda tegen koning Hazaël van Aram.

## De slag
De koningen van het koninkrijk Israël en het koninkrijk Juda trokken op tegen de koning van Aram. Joram werd verwond door de Arameeërs en ging naar Jizreël om te genezen. Ahazia kwam op bezoek bij zijn collega/familielid. Ondertussen zalfde een leerling-profeet Jehu tot koning over Aram. Hij moordde het huis van Achab uit en wordt koning over Israël.